# Tiropramide
Tiropramide (INN) là thuốc chống co thắt. 